# AllGame
AllGame (poprzednio All Game Guide) – komercyjna strona internetowa zawierająca bazę danych na temat gier na automaty, gier komputerowych i producentów konsol do gier.
Celem serwisu było zbudowanie bazy danych o wszystkich dostępnych w sprzedaży grach komputerowych na platformę PC oraz całego oprogramowania posiadającego ocenę ESRB. Serwis dodatkowo pisał własne recenzje dla gier, jak również udostępniał informacje o producentach gier, firmach i postaciach występujących w grach.
26 września 2011 roku serwis zawierał informacje o 60 284 grach na 107 różnych platformach, zapewniając 25 814 opisów i 128 030 zrzutów ekranu.
Serwis został zamknięty 12 grudnia 2014 roku.

## System ocen
Serwis oceniał gry według następującego schematu:
- Superb – przyznawana grom, które według recenzentów są jednymi z najlepszych pozycji dla danej platformy oraz wyznaczają nowe trendy w kategorii gier komputerowych
- Excellent – przyznawana grom, które recenzenci uznali za najlepsze w swojej klasie, ale nie wnoszące nowych innowacji
- Great – przyznawana grom, które według recenzentów są bardzo dobre, ale nie spełniają warunków na wyższą notę, mogą ponadto zawierać drobne błędy techniczne
- Very Good – przyznawana grom, które recenzenci uznali za bardzo dobre, jednak wykorzystujące ustalone schematy, mogą również zawierać pewne techniczne błędy
- Good – przyznawana grom, które recenzenci ocenili jako posiadające duży potencjał, ale mające większą liczbę wad, które mogą utrudniać rozgrywkę
- Average – przyznawana grom, które według recenzentów są przeciętnymi tytułami nie wyróżniającymi się spośród innych produkcji
- Weak – przyznawana grom, które recenzenci ocenili jako niespełniające standardów obowiązujących dla danego gatunku i okresu, w którym powstała gra
- Lame – przyznawana grom, które według recenzentów znacznie odbiegają od przyjętych standardów, a ponadto posiadają one duże braki i błędy
- Abysmal – przyznawana grom, które recenzenci uznali za zawierające zbyt wiele błędów, które silnie rzutują na grywalność, poważne błędy widoczne są również w wykonaniu i scenariuszu gier